# Margarita Arosa
Margarita Arosa y Devolle, (París, 1852-París, 1903) fue una pintora y dibujante de origen español del siglo XIX. Fue una de las primeras mujeres en presentar un desnudo en una Exposición Nacional de Bellas Artes en Madrid.

## Trayectoria
Nació en París, hija de Zoe Devolle y de Gustavo Arosa, arqueólogo que se movía en el círculo de los pintores impresionistas. Se trasladó a Madrid para estudiar pintura en la Escuela de Bellas Artes de San Fernando. Para completar su formación volvió a París y estudió en los talleres de Félix Joseph Barrias, Armand Gautier y Constant Mayer. Fue retratada por Henri-Josph Harpignies y Félix Barrias. También fue retratada por la pintora Jeanne Tournay en 1899 en el cuadro La pintora Arosa en su taller.
Participó en el Salón de Otoño de París de 1882 con su cuadro Retrato de Pagans. La revista El Globo de Madrid  publicó en las portadas del diario cuatro grandes dibujos suyos titulados Paisaje, Marina, Una mujer en la ventana y Naturaleza muerta. En 1884 presentaba en Bruselas La bañista, un desnudo de mujer que al exponerlo en 1887 en la Exposición Nacional de Bellas Artes, fue considerado un escándalo al ser pintado por una mujer. Eso le decidió a fijar su residencia en París. Antes, en 1884, había presentado en la Exposición Nacional de Bellas Artes de Madrid Las mariposas y en 1885 expuso en el Salón de París un estudio de Venus. La bañista está considerado como el primer desnudo pintado por una artista española.
Ya afincada definitivamente en París, en el Salón de París, en 1891, expuso Temps brumeaux. Ese mismo año se hizo miembro de la Sociedad de Mujeres Pintoras y Escultoras. Expuso en los Salones parisinos los años 1882 a 1885, 1887, 1888, 1891, 1893 y 1897. En 1892 participó en la Exposición Internacional Blanco y Negro, de Bruselas, con una acuarela: Lilas en fleurs. Y en 1899 presentó en la Exposición Nacional de Madrid de 1899 dos marinas: una al óleo y otra al pastel. Obtuvo mención honorífica.
En 1902 obtuvo el segundo premio en la Exposición de la Unión de las Mujeres Pintoras de Paris.

## Reconocimientos
Francia le otorgó la Cruz de Oficial de Instrucción Pública.